# 童綸
童綸（？—？），字廷言，湖廣德安府孝感縣人，軍籍，明朝政治人物。

## 生平
湖廣鄉試第五十名舉人。正德六年（1511年）中式辛未科會試第二百九十二名，登第三甲第二十七名進士。

## 家族
曾祖童震；祖父童賢，曾任府經歷；父童榮，曾任義官。母程氏。